# Sablia nigrilineosa
Sablia nigrilineosa är en fjärilsart som beskrevs av Moore 1882. Sablia nigrilineosa ingår i släktet Sablia och familjen nattflyn. Inga underarter finns listade.